# Condado de Monroe (Ohio)
O Condado de Monroe é um dos 88 condados do estado americano de Ohio. A sede do condado é Woodsfield, e sua maior cidade é Woodsfield. O condado possui uma área de 1 185 km² (dos quais 5 km² estão cobertos por água), uma população de 15 180 habitantes, e uma densidade populacional de 13 hab/km² (segundo o censo nacional de 2000). O condado foi fundado em 29 de janeiro de 1813.